# Jacques-Augustin Normand
Pour les articles homonymes, voir Normand (homonymie).
Jacques-Augustin Normand, né le 4 octobre 1839 au Havre et mort dans cette ville le 11 décembre 1906, est un ingénieur et constructeur naval français.

## Biographie

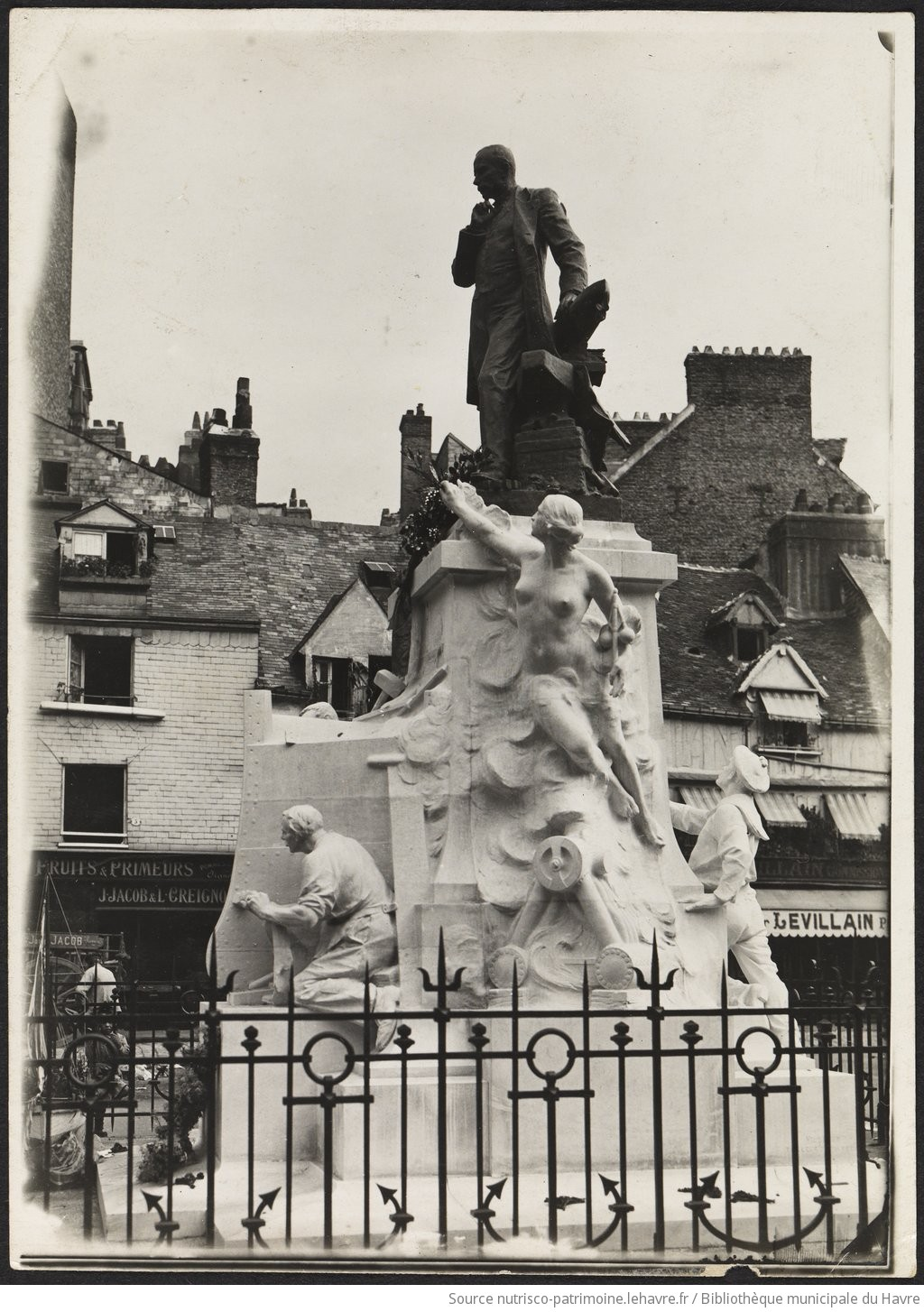
Statue Augustin Normand

### Jeunesse
Jacques-Augustin est issu d’une famille spécialisée dans le domaine de la construction navale et établie en Normandie dès le XVIIIe siècle à Honfleur. On doit à son père, Augustin Normand (1792-1871), la construction, en 1842, du premier vapeur à hélices en France Le Napoléon, rebaptisé ensuite Le Corse.
Augustin Normand a été le père de 12 enfants. Dernier de cette longue fratrie décimée par les épidémies de fièvre typhoïde, Jacques-Augustin fit ses études littéraires à domicile et scientifiques au collège du Havre complétées par un apprentissage technique et professionnel dans le chantier paternel. Il assista aussi à l’élaboration de machines à vapeur légères et performantes, à expansions multiples, inventées par son frère aîné Benjamin.

### Ingénieur et chef d'entreprise
Le patriarche Augustin Normand meurt en avril 1871 et Jacques-Augustin Normand hérite, avec ses deux sœurs, du chantier familial. Il a 31 ans. Cette année d’après-guerre et l’avènement de la 3e République ne sont pas propices à la construction navale. Mais, pendant les 35 années suivantes, il fera évoluer considérablement les activités du chantier avec la réalisation de machines performantes et de navires rapides de sa conception. Il développera des méthodes de production en série et une recherche permanente des meilleures formes et des dispositions pour aller toujours plus loin dans les performances. Ses deux sœurs célibataires, Francine et Émilie Normand, assisteront efficacement leur jeune frère et consacreront leur vie au Chantier et à son essor.

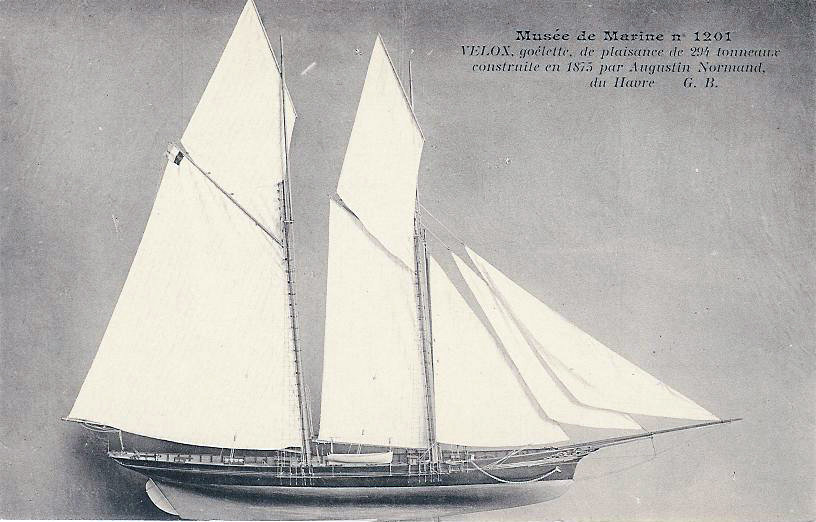
Le Yacht « Vélox ».

Dès 1871, Jacques-Augustin conçoit et construit le premier cotre-pilote du Havre, Le Cours-Après qui servira de modèle à une longue série devenue célèbre « les hirondelles de la Manche ». Il dessinera beaucoup de voiliers fins et rapides mais son chef-d’œuvre fut le Vélox en 1875, un yacht de 45 mètres hors tout, gréé en goélette, commandé par un prince Russo-polonais. Plus rapide que les vapeurs de l’époque, il filait à plus de 17 nœuds sous voiles, et consacrera le principe de la quille creuse largement copié depuis.
Comme son père, Jacques-Augustin touchera à toutes les catégories de la construction navale de l’époque : voiliers, paquebots à passagers, yachts, bâtiments de servitudes (remorqueurs, chalands…), avisos, canonnières et transports pour la Marine, canots de sauvetage etc.…. mais sa plus constante et permanente activité sera consacrée aux torpilleurs que les Marines française et étrangères commanderont en quantité pour en faire des moyens de défense côtière et de protection des escadres de cuirassés.

### Développement des machines à vapeur
Une étape importante dans la recherche des grandes vitesses sur mer a été l’amélioration significative des chaudières dont la pression de vapeur allait augmenter tout en étant plus légères. Jacques-Augustin Normand, suivant l’exemple de son frère aîné Benjamin Normand, (1830-1888), et converti à la triple expansion, décide de construire ses propres chaudières et crée un appareil évaporatoire avec tubes à haute pression qui permettra d’atteindre les puissances considérables nécessaires aux performances des torpilleurs et, par suite, de tous les bâtiments de guerre. Ces chaudières brevetées seront employées dans les marines anglaises, russes, portugaises, espagnoles, sud-américaines et construites aussi sous licence en Pologne, aux États-Unis et en Angleterre.

## Postérité
Voici résumée dans cette description de son fils Paul, président de l’Académie de Marine, l’œuvre colossale de Jacques-Augustin Normand :
« L’une des plus saillantes caractéristiques de ses dons pour la construction navale fut une égalité d’aptitudes pour les branches les plus diverses de cet art technique, le plus complexe de tous, qu’il s’agisse de la théorie ou de la pratique, de la voile ou de la vapeur, des coques ou des appareils propulsifs. Il avait d’ailleurs, des clartés en bien d’autres domaines, de l’astronomie, à laquelle se rapportent plusieurs de ses mémoires, à la numismatique, qui était son délassement favori ;….Ce qui domine dans son œuvre théorique est l’extension des lois de similitude à maintes questions de construction navale et dans son œuvre pratique, le rôle qu’il a joué dans la construction des torpilleurs et, par là, dans la conception et la réalisation des progrès de toutes sortes dont cette classe de navires a été, à cette époque, l’initiatrice : accroissement de la légèreté des coques et des appareils moteur par l’adoption de nouveaux matériaux et de nouvelles dispositions, chaudières à tubes à eau, équilibrage des machines alternatives, accroissement progressif de la pression de vapeur, dégraissage et réchauffage de l’eau d’alimentation, découverte de la cavitation des hélices, adoption des turbines. »

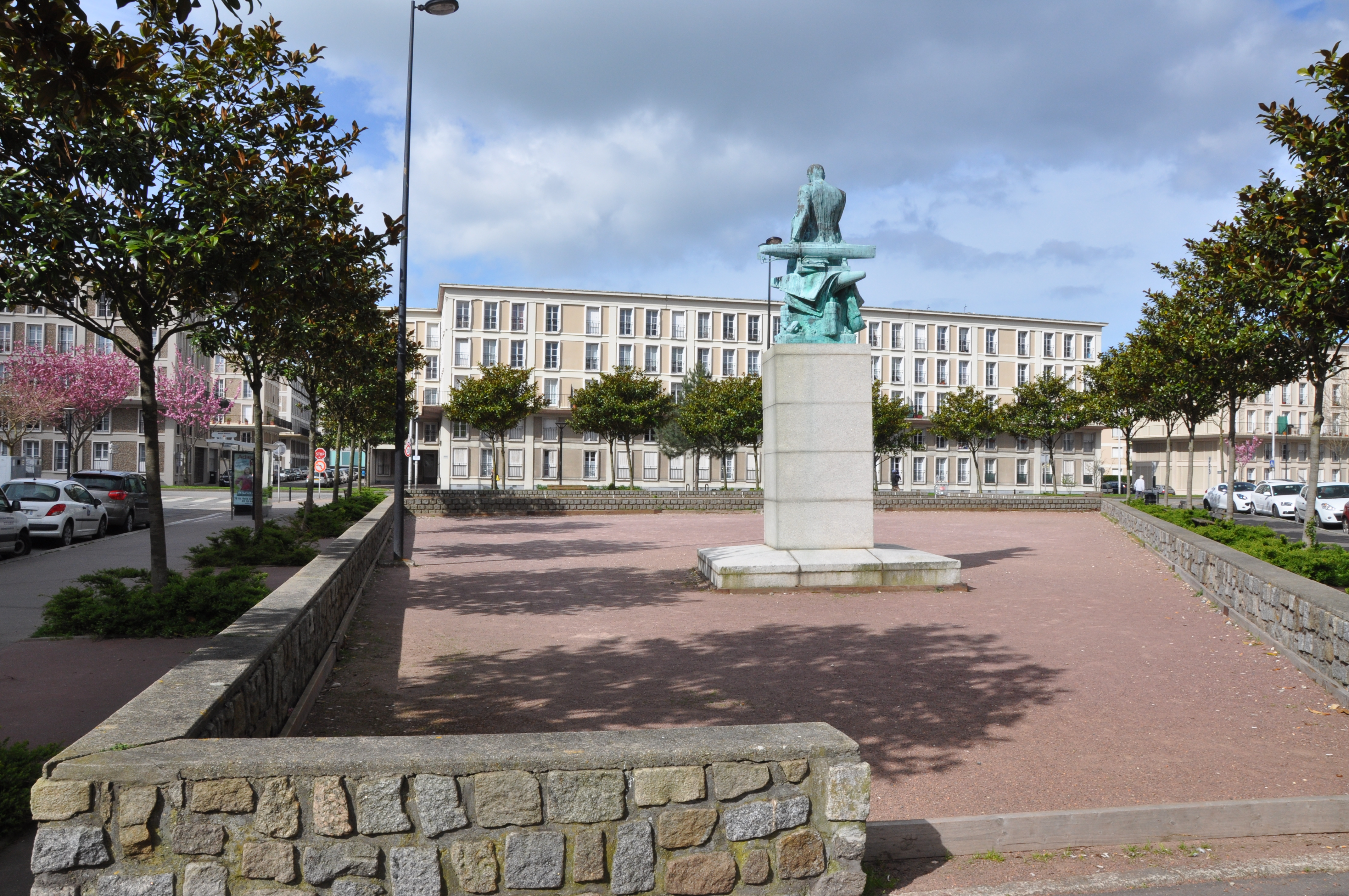
La statue de Jacques-Augustin Normand, au Havre.

En 1908, les édiles de la ville du Havre lancent un concours pour un monument en son honneur. Une statue sera inaugurée en 1911. Préservée de la destruction pendant les deux guerres mondiales, elle se trouve maintenant au bas du boulevard François Ier au Havre.
Par un décret du Conseil d’état de 1911, la descendance de Jacques-Augustin Normand pourra porter le patronyme de « Augustin-Normand ».
Il est inhumé au Cimetière Sainte-Marie au Havre.

## Publications de Jacques-Augustin Normand[1]
| Titre | Année | Éditeur                                                                       |
| Sujets généraux |       |                                                                               |
| Notice sur les modèles, appareils et dessins exposés par AUGUSTIN NORMAND & Cie (Expo. universelle 1900)                                                    | 1900  | Catalogue de l’exposition                                                     |
| Sur le réglage des montres à la mer par la télégraphie sans fil                                                                                             | 1903  | Bulletin de l’Association technique maritime, Paris                           |
| De l'appel à la concurrence dans les emprunts publics | 1914  | Recueil des Publications de la Société havraise d'études diverses             |
| ETUDES SUR LA SIMILITUDE |       |                                                                               |
| Note sur la détermination expérimentale des courbes de métacentre latitudinal                                                                               |       |                                                                               |
| Mémoire de l'application de l'algèbre aux calculs des bâtiments de mer                                                                                      | 1864  | Augustin Challamel & Arthus Bertrand, Paris                                   |
| Formules approximatives de Construction navale | 1870  | Arthus Bertrand, Paris                                                        |
| Étude géométrique sur les croiseurs et les éclaireurs d'escadre                                                                                             | 1877  | Gauthier-Villars, Paris                                                       |
| On approximate formulae for the calculation of trim | 1882  | Institution of Naval Architects, London                                       |
| Etude sur les torpilleurs | 1885  | Gauthier-Villars, Paris                                                       |
| On the fineness of vessels in relation to size and speed | 1888  | Institution of Naval Architects, London                                       |
| Note sur la loi de la variation du poids de la charpente des navires avec les dimensions et sur la limitation qui en résulte dans la grandeur absolue       | 1892  | Bulletin de l’Association technique maritime, Paris Gauthier-Villars, Paris   |
| Des lois de similitude dans diverses questions de construction navale                                                                                       | 1894  | Bulletin de l’Association technique maritime, Paris Gauthier-Villars, Paris   |
| The displacement and dimensions of ships Appendix de 10 pages                                                                                               | 1901  | Revue Marine Engineering, novembre 1901                                       |
| De l'influence de la surimmersion sur la vitesse | 1903  | Académie des Sciences, Paris & Gauthier-Villars, Paris                        |
| Sur la détermination du déplacement d'un bâtiment de combat                                                                                                 | 1904  | Académie des Sciences, Paris & Gauthier-Villars, Paris                        |
| De la grandeur absolue des cuirassés d'escadre en fonction de la vitesse                                                                                    | 1906  | Bulletin de l’Association technique maritime, Paris Gauthier-Villars, Paris   |
| HELICES |       |                                                                               |
| On the steam trials of H.M.S "IRIS" and the resistance of screw propellers                                                                                  | 1880  | Institution of Naval Architects, London                                       |
| Note relative à l'influence de la pente de l'axe de l'hélice sur l'utilisation                                                                              | 1882  | Mémorial du Génie Maritime                                                    |
| Note sur les actions réciproques du gouvernail et de l'hélice                                                                                               | 1890  | Bulletin de l’Association technique maritime, Paris                           |
| Note sur l'influence de l'immersion de l'hélice et de la vitesse sur la rupture du cylindre d'eau actionné                                                  | 1893  | Bulletin de l’Association technique maritime, Paris Gauthier-Villars, Paris   |
| Sur la puissance giratoire comparée des gouvernails placés en avant et en arrière des hélices                                                               | 1893  | Bulletin de l’Association technique maritime, Paris                           |
| Règles approximatives pour le calcul de la surface propulsive                                                                                               | 1899  | Bulletin de l’Association technique maritime, Paris Gauthier-Villars, Paris   |
| Sur les avantages que présente pour les navires de guerre la combinaison d'une faible acuité et d'une grande surface propulsive                             | 1901  | Bulletin de l’Association technique maritime, Paris Gauthier-Villars, Paris   |
| Sur la cavitation dans les navires à hélices | 1902  | Académie des Sciences, Paris & Gauthier-Villars, Paris                        |
| Propulsive power of screws necessary to avoid cavitation | 1906  | Institution of Civil Engineers, London                                        |
| MACHINES |       |                                                                               |
| LA CHAUDIERE NORMAND |       | AUGUSTIN NORMAND & Cie                                                        |
| Characteristics of the Normand water-tube boiler |       | Journal of the American Society of Naval Engineers                            |
| On the compound surface condensing engines of the paddle steamer "HIRONDELLE"                                                                               | 1876  | Institution of Naval Architects, London                                       |
| Note sur le fonctionnement des pompes alimentaires des machines à vapeur à condensation par surfaces                                                        | 1883  | Société des Ingénieurs Civils séance du 19 janvier 1883                       |
| On the importance of economy of fuel in very fast vessels and on the advantages to be derived from heating the feed water                                   | 1890  | Institution of Naval Architects, London                                       |
| Note sur la machine à vapeur, suivie d'une lettre corrective de J.A N, datée du 31-1-1891                                                                   | 1890  | Société des ingénieurs civils, Paris                                          |
| Des vibrations des navires et des moyens susceptibles de les atténuer                                                                                       | 1892  | Mémorial du Génie Maritime                                                    |
| Note sur des expériences exécutées en mars 1892 pour déterminer la variation du coefficient de transmission de la chaleur à travers une surface métallique… | 1893  | Mémorial du Génie Maritime                                                    |
| On water-tube boilers | 1895  | Institution of Naval Architects, London                                       |
| DYNAMIQUE DU NAVIRE |       |                                                                               |
| De la vitesse des bâtiments de combat | 1897  | Commission extra-parlementaire de la Marine                                   |
| Note sur l'estimation de la vitesse maxima et de la résistance directe d'une carène                                                                         |       |                                                                               |
| Note sur la résistance au choc des matériaux, considérée au seul point de vue géométrique                                                                   | 1863  | Académie des Sciences, 28 juin 1863                                           |
| On a new ship-clinometer | 1866  | Institution of Naval Architects, London                                       |
| Note sur l'utilisation des carènes | 1887  |                                                                               |
| Note sur l'utilisation de quelques torpilleurs de la Marine Nationale                                                                                       | 1890  | Mémorial du Génie Maritime                                                    |
| Le problème de la vitesse | 1895  | Bulletin de l’Association technique maritime, Paris Gauthier-Villars, Paris   |
| Approximate rules for the determination of the displacement and dimensions of a ship in accordance with a given program of requirements + appendix          | 1901  | International Engineering congress Glasgow 1901 section IV Naval Architecture |
| Sur la solidité des navires très rapides | 1902  | Bulletin de l’Association technique maritime, Paris Gauthier-Villars, Paris   |
| ALGEBRE ET ASTRONOMIE |       |                                                                               |
| Note sur la détermination de la parallaxe solaire | 1874  | Gauthier-Villars, Paris                                                       |
| Mémoire sur les occultations d'étoiles par les planètes | 1876  | Gauthier-Villars, Paris                                                       |
| Sur les occultations d'étoiles par Mars, observables pendant l'opposition de 1877                                                                           | 1877  | Association française pour l’avancement des sciences, Paris                   |
| Navigation Stellaire | 1883  | Gauthier-Villars, Paris                                                       |
| Formules de Navigation Stellaire | 1888  | Gauthier-Villars, Paris                                                       |
| Expressions algébriques approximatives des transcendantes logarithmiques et exponentielles                                                                  | 1903  | Académie des Sciences, Paris & Gauthier-Villars, Paris                        |
| STRATEGIE NAVALE |       |                                                                               |
| On sea-going torpedo-boats | 1883  | Institution of Naval Architects, London                                       |
| Sur la guerre Maritime | 1896  | Bulletin de l’Association technique maritime, Paris Gauthier-Villars, Paris   |
| Notre puissance navale | 1900  | Berger-Levrault, Paris                                                        |
| Du rôle de la vitesse des cuirassés pendant le combat | 1902  | Extrait du bulletin de l'Association technique maritime, page XLVII           |
| POLEMIQUE |       |                                                                               |
| AUGUSTIN NORMAND et FREDERIC SAUVAGE | 1881  | Gauthier-Villars, Paris                                                       |